# 曹颖惠
曹颖惠（1984年—），英文名：Veronica Chou，香港时尚界女企业家，现为艾康尼斯（ICONIX）公司总裁。

## 生平
1984年生于美国夏威夷。祖父为纺织业大亨曹光彪，父亲为美国服装界大亨曹其峰。早年在香港长大，幼儿园就读于CCKG。1998年赴美国留学，高中毕业于美国康涅狄格州名校Choate Rosemary Hall，後考入南加州大学研习商业经营。2004年赴北京清华大学学习中国历史文化。
2008年，任艾康尼斯(中国)有限公司的总裁，谋求开发中国市场。2008年，于北京开发四合院和高端住宅。与上海麦考林国际邮购有限公司合作后于2010年在美国重新上市。2009年9月，将品牌London Fog落户中国大陆并开发150家分店。2011年12月，将中国服饰控股有限公司在香港推行上市。2010年8月，同上海拉夏贝尔服饰有限公司合作。曾将Badgley、Mischka、Candie's、Mudd、Michael Kros等国际时装品牌引入中国大陆市场。
2012年11月17日，在香港與俄罗斯金矿大亨柯义（Evgeny Klyucharev）結婚。2015年8月25日，曹穎惠誕下一對孿生兒子。

## 荣誉
- 2011年，位列福布斯杂志首届“全球时尚界25华人”的榜单，年仅27岁[8]